# Georgia Lara
Giouli "Georgia" Lara (em grego:  Γιούλη "Γεωργία" Λάρα; Atenas, 31 de maio de 1980) é uma jogadora de polo aquático grega, medalhista olímpica.

## Carreira
Lara disputou duas edições de Jogos Olímpicos pela Grécia: 2004 e 2008. Seu melhor resultado foi a conquista da medalha de prata nos Jogos de Atenas, em 2004.